# Proportion (arkitektur)

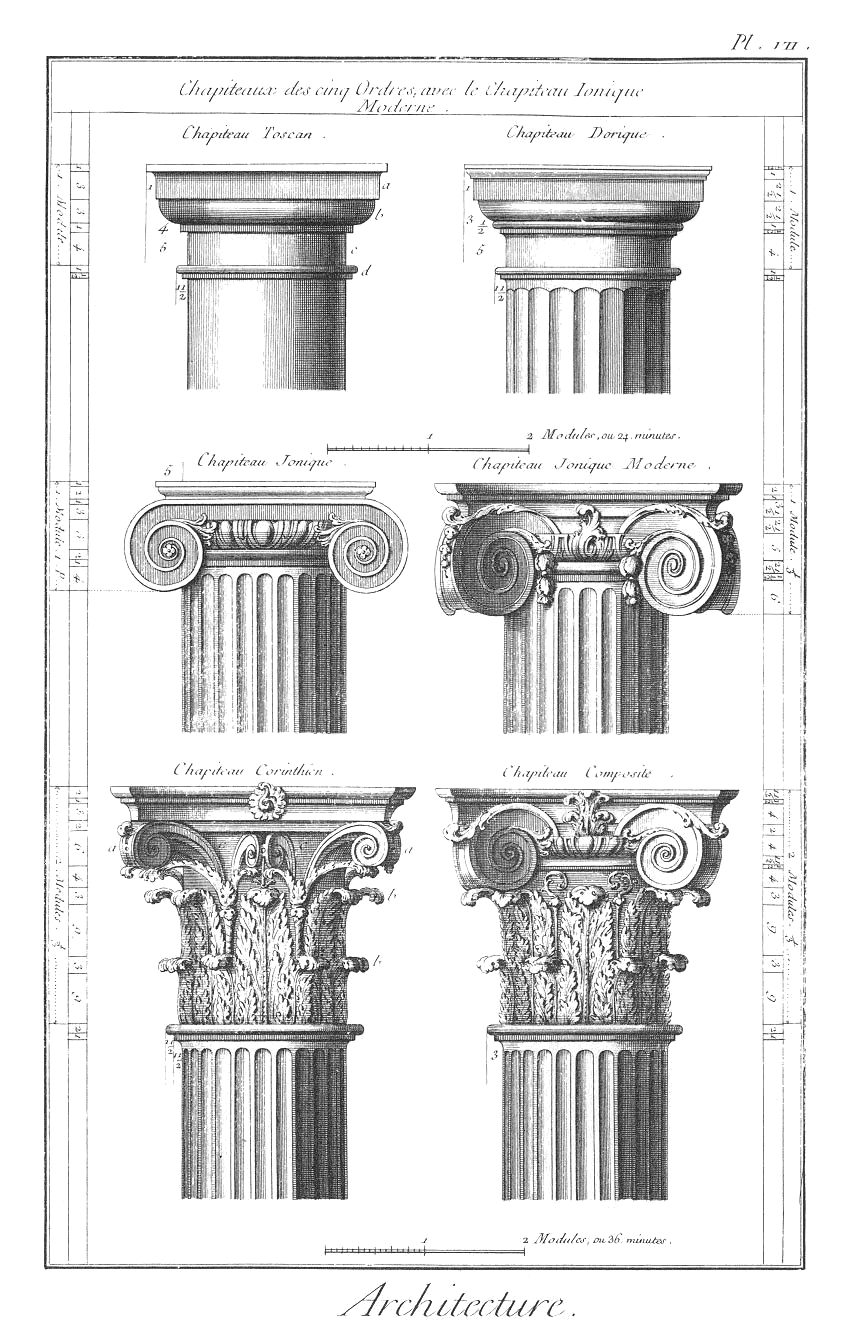
I klassisk arkitektur sattes proportionerna av kolumnernas radier.

Proportion är en central princip inom arkitekturteorin och en viktig koppling mellan matematik och konst. Det är den visuella effekten av förhållandet mellan de olika objekten och utrymmena som utgör en struktur till varandra och till helheten. Dessa relationer styrs ofta av multiplar av en standardlängdenhet som kallas en "modul".

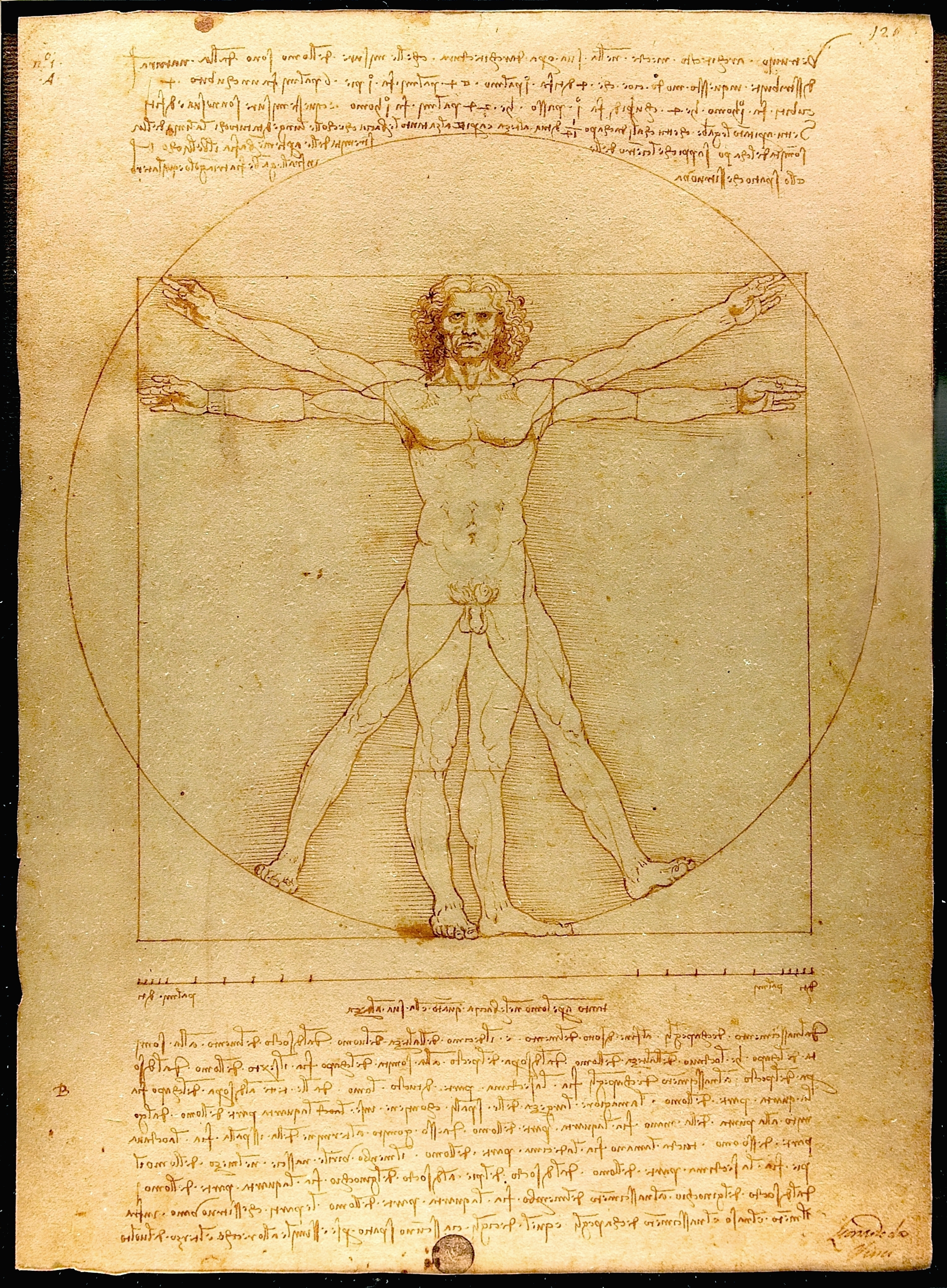
Utifrån Vitruvius teorier utförde Leonardo da Vinci detta proportionsschema, ”Vitruvianske mannen”

I arkitekturen är alltid kroppen utgångspunkten för all proportionering. Proportion i arkitektur diskuterades av bland andra Vitruvius, Leon Battista Alberti, Andrea Palladio och Le Corbusier och Vitruvius formulerade de arkitektoniska proportionerna utifrån människokroppens uppbyggnad.

## Romersk arkitektur

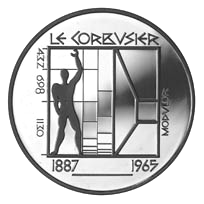
Jubileumsmynt som illustrerar Le Corbusiers Modulor

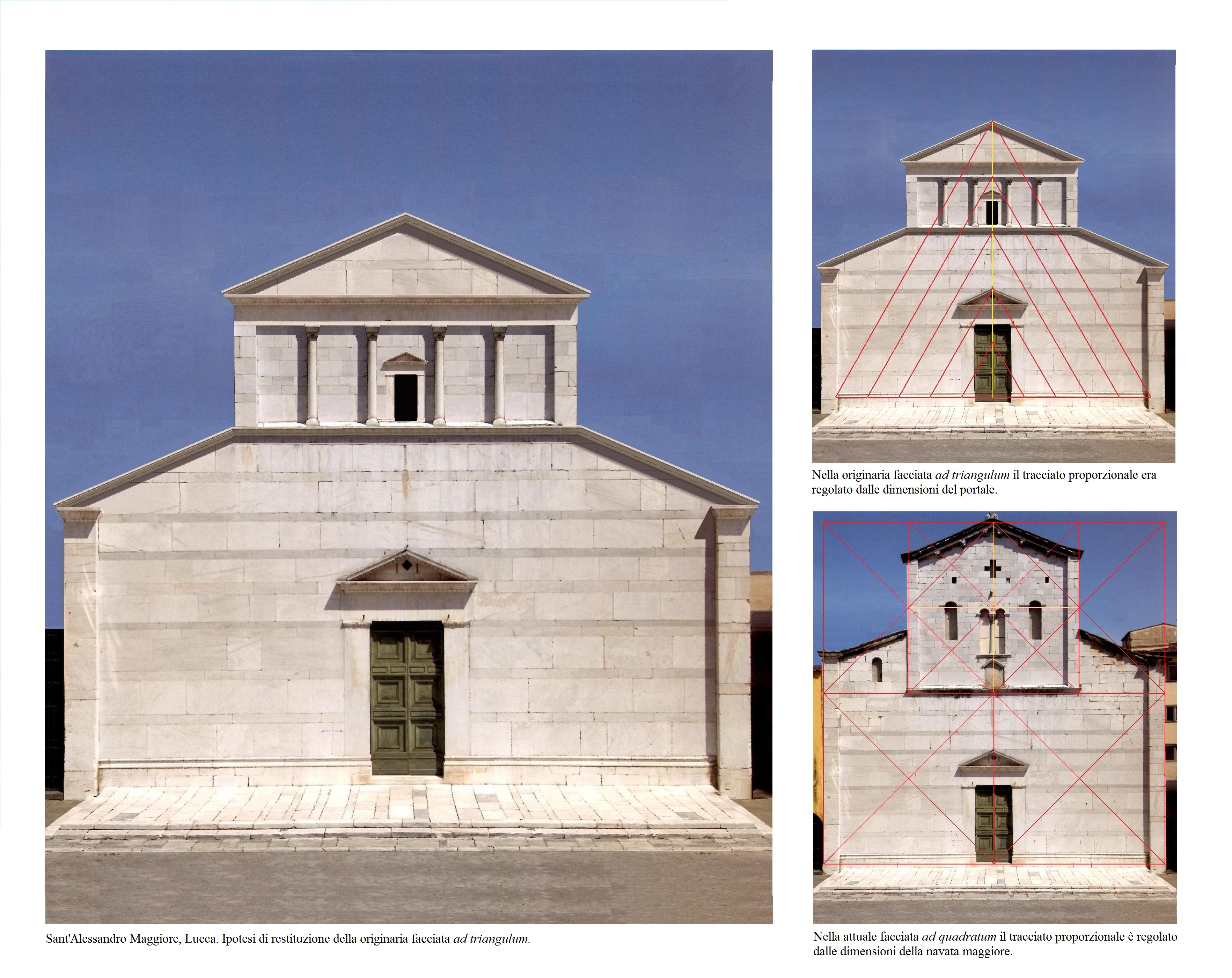
Kyrkan Sant'Alessandro, Lucca, Italien: proportioner av första konstruktionsfasen av fasaden ad triangulum och dagens fasad ad quadratum.

Arkitektur i den romerska antiken dokumenterades sällan förutom i skrifterna i Vitruvius avhandling De architectura. Vitruvius tjänstgjorde som ingenjör under Julius Caesar under de första galliska krigen (58–50 f.Kr.). Avhandlingen tillägnades kejsar Augustus. Som Vitruvius definierade begreppet i de första kapitlen av avhandlingen, nämnde han de tre förutsättningarna för arkitektur är fasthet (firmitas), råvara (utilitas) och glädje (venustas), som kräver att arkitekterna är utrustade med en varierad typ av lärande och kunskap om många grenar. Dessutom identifierade Vitruvius de "sex principerna för design" som ordning (ordinatio), arrangemang (dispositio), proportion (eurytmi), symmetri (symmetri), korrekthet (dekor) och ekonomi (distributio). Bland de sex principerna hänger proportioner ihop och stöder alla andra faktorer i geometriska former och aritmetiska förhållanden.
Ordet symmetria, vanligtvis översatt till "symmetri" i moderna tolkningar, betydde i gamla tider något närmare besläktat med "matematisk harmoni" och mätbara proportioner. Vitruvius försökte beskriva sin teori i uppbyggnaden av människokroppen, som han kallade det perfekta eller gyllene snittet. Principerna för måttenheter tum, fot och aln kom också från dimensionerna hos en vitruviansk man. Mer specifikt använde Vitruvius den totala höjden på 6 fot för en person, och varje del av kroppen tar upp ett annat förhållande. Till exempel är ansiktet cirka 1/10 av den totala höjden, och huvudet är cirka 1/8 av den totala höjden. Vitruvius använde dessa förhållanden för att bevisa att sammansättningen av klassiska ordningar efterliknade människokroppen och därigenom säkerställde estetisk harmonisering när människor tittade på arkitektoniska kolumner.

## Klassisk arkitektur
I klassisk arkitektur etablerades modulen som radien av den nedre axeln av en klassisk kolumn, med proportioner uttryckta som en bråkdel eller multipel av den modulen.

## Le Corbusier
I sin Le Modulor (1948) presenterade Le Corbusier ett system av proportioner som tog det gyllene snittet och en man med höjd arm som skalbara proportioner.